# Карл I (6-й князь Лёвенштейн-Вертгейм-Розенберг)
Карл, 6-й князь Левенштайн-Вертхайм-Розенберг (полное имя — Карл Генрих Эрнст Франц, Фюрст цу Левенштайн-Вертхайм-Розенберг) (нем. Karl VI, Fürst zu Löwenstein-Wertheim-Rosenberg; 21 мая 1834, Хайд, Королевство Богемия, Австрийская Империя — 8 ноября 1921, Кельн, Веймарская республика) — немецкий аристократ, князь Левенштайн-Вертхайм-Розенберг (1849—1908), католический политик, затем доминиканский монах. Он был первым президентом Центрального комитета немецких католиков (1868), член рейхстага с 1871 года от католической партии центра.

## Ранняя жизнь
Родился 21 мая 1834 года в Хайде, Королевство Богемия, Австрийская империя. Единственный сын Константина, наследного принца Лёвенштейн-Вертхайм-Розенберга (1802—1838), и принцессы Агнессы Гогенлоэ-Лангенбургской (1804—1835). Внук Карла Томаса, 5-го князя Лёвенштейн-Вертгейма-Розенберга (1783—1849), и прямой потомок по мужской линии Фридриха I, курфюрста Палатинского (1425—1476).
Мать Карла умерла уже через несколько месяцев после его рождения, а отец скончался в 1838 году, когда ребенку было пять лет. Карл находился на воспитании у писателя Александра Кауфмана (1817—1893).
3 ноября 1849 года после смерти своего деда Карла Томаса 15-летний Карл стал главой княжеского дома Лёвенштейн-Вертхайм-Розенберга. В 1854—1857 годах он окончил юридический факультет.

## Брак и дети

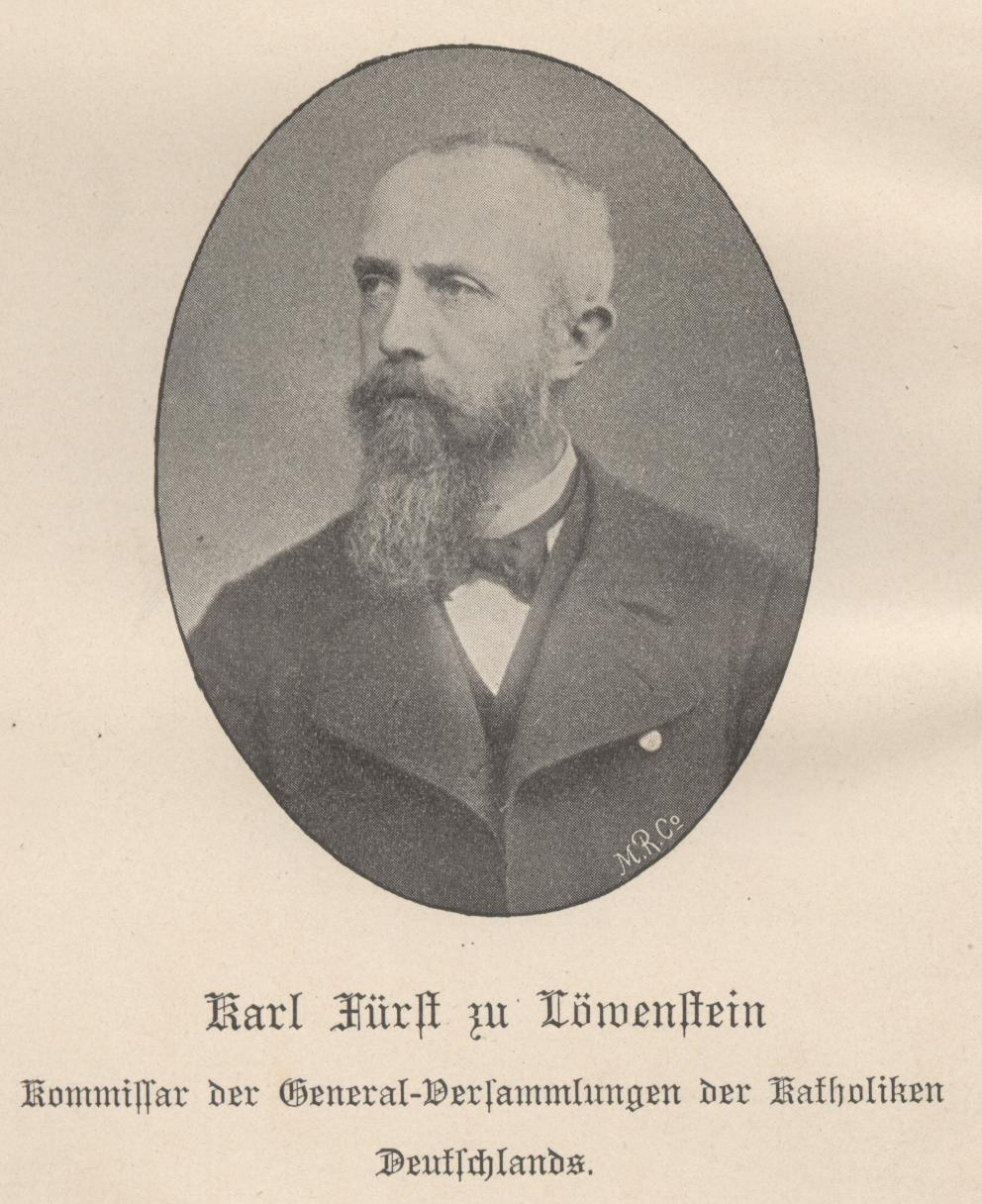
Князь Карл цу Лёвенштейн-Вертгейм-Розенберг, 1898 год

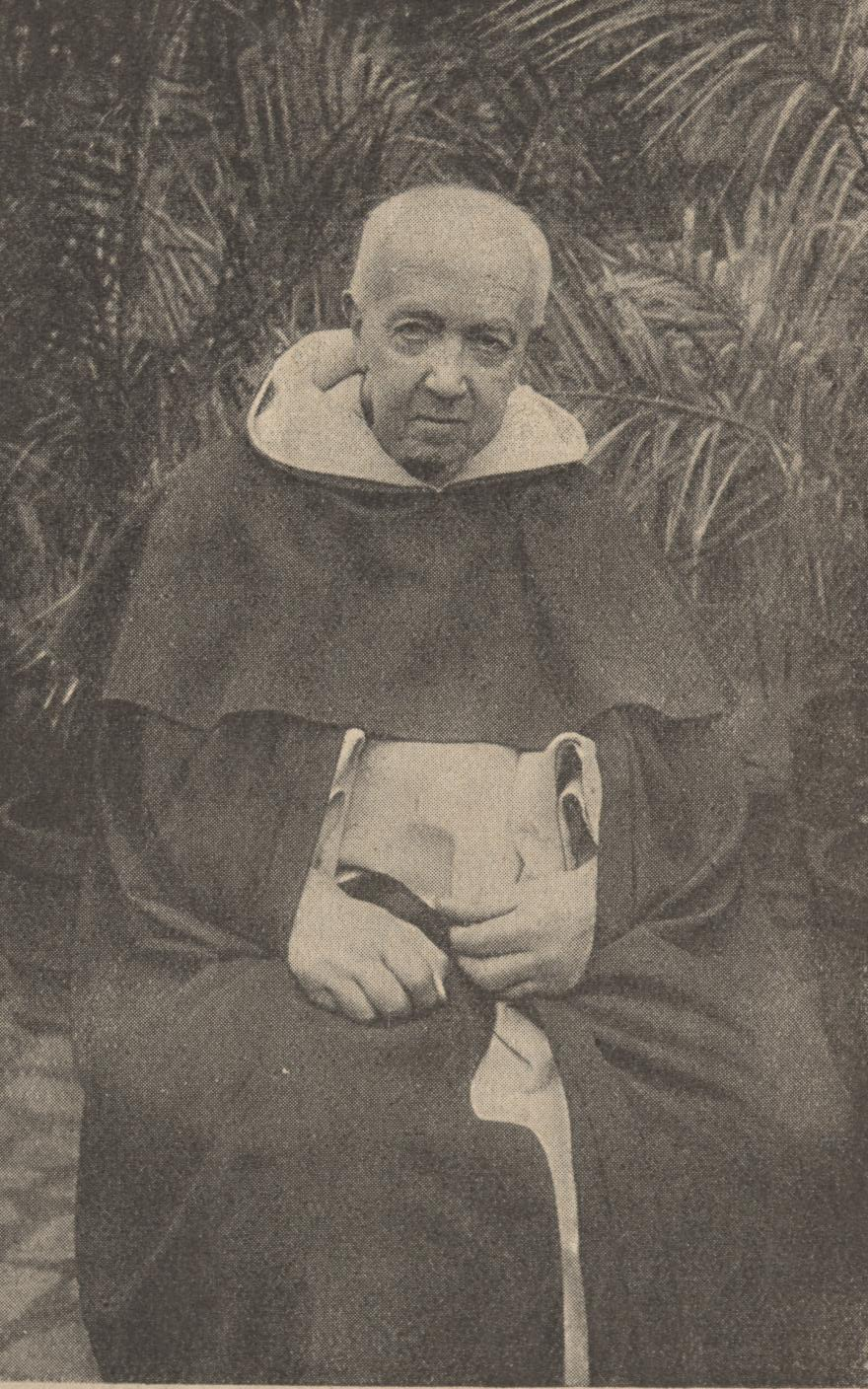
Князь Карл цу Лёвенштейн-Вертгейм-Розенберг в качестве доминиканца, около 1910 года

18 октября 1859 года князь Карл в Оффенбах-ам-Майне женился первым браком на принцессе Адельгейде Изенбург-Бюдингенской (10 февраля 1841 — 2 марта 1861), дочери принца Виктора Александра Изенбург-Будинген-Бирштейнского. Супруги имели одного ребенка:
- Принцесса Мария Анна Левенштайн-Вертхайм-Розенберг (20 февраля 1861 — 2 июля 1896), бенедиктинка.

4 мая 1863 года в Вене он вторично женился на принцессе Софии Лихтенштейнской (11 ноября 1837 — 25 сентября 1899), дочери князя Алоиса II Лихтенштейна (1796—1858) и графини Франциске Кински фон Вхиниц унд Теттау (1813—1881). Супруги имели восемь детей:
- Принцесса Франциска Левенштайн-Вертхайм-Розенберг (30 марта 1864, Клайнхойбах — 12 апреля 1930, Дюссельдорф), францисканка
- Принцесса Адельгейда Левенштайн-Вертхайм-Розенберг (17 июля 1865, Клайнхойбах — 6 сентября 1941, Прага), вышла замуж в 1889 году за графа Адальберта Иосифа Шенборна (1854—1924)
- Принцесса Агнесса Левенштайн-Вертхайм-Розенберг (22 декабря 1866, Клайнхойбах — 23 января 1954, Остерхаут), бенедиктинка
- Иосиф, наследный принц Левенштайн-Вертхайм-Розенберг (11 апреля 1868, Клайнхойбах — 15 февраля 1870, Рим)
- Принцесса Мария-Терезия Левенштайн-Вертхайм-Розенберг (4 января 1870, Рим — 17 января 1935, Вена), вышла замуж в 1893 году за своего двоюродного брата Мигеля, герцога Браганса (1853—1927), претендента на трон Португалии
- Алоис, 7-й князь Левенштайн-Вертхайм-Розенберг (15 сентября 1871, Клайнхойбах — 25 января 1952 замок Броннбах), женат с 1898 года на графине Жозефине Кински фон Вхиниц унд Теттау (1874—1946)
- Принцесса Анна Левенштайн-Вертхайм-Розенберг (28 сентября 1873, Клайнхойбах — 27 июня 1936, Вена), вышла замуж в 1897 году за князя Феликса фон Шварценберга (1867—1946)
- Принц Иоганн Кристиан Левенштайн-Вертхайм-Розенберг (29 августа 1880, Клайнхойбах — 18 мая 1956, Ньюпорт), женат с 1917 года на графине Луизе Александре фон Бернсторфф (1888—1971).

## Поздняя жизнь
В сентябре 1899 года скончалась София Лихтенштейнская, вторая супруга князя Карла. В 1902 году во время паломничества в Лурд он решил отречься от мира и принять монашеский постриг. В июле 1907 года Карл стал членом Доминиканского ордена под именем Раймундуса Марии, он стал жить в монастыре Венло в Нидерландах. В 1908 году он был рукоположен в сан католического священника. В том же году он отказался от своего княжеского титула в пользу второго сына Алоиса.
8 ноября 1921 года 87-летний Карл Левенштайн-Вертхайм-Розенберг скончался в Кельне в доминиканском монастыре Святого Креста. Он был похоронен в родовой усыпальнице в монастыре Энгельберта во Франконии.

## Награды
- Кавалер Ордена Золотого руна[2]